# Ficus treubii
Ficus treubii är en mullbärsväxtart som beskrevs av George King. Ficus treubii ingår i släktet fikonsläktet, och familjen mullbärsväxter. Inga underarter finns listade i Catalogue of Life.